# Desaparició (pel·lícula)
Desaparició (títol original en coreà, 배니싱:미제사건) és una pel·lícula de misteri criminal del 2021 dirigida per Denis Dercourt, protagonitzada per Yoo Yeon-seok i Olga Kurylenko. Es va projectar al 26è Festival Internacional de Cinema de Busan l'octubre de 2021. Es va estrenar als cinemes el 30 de març de 2022. S'ha doblat i subtitulat al català.
Inicialment, el rodatge havia de començar a Corea l'abril de 2020, però el calendari es va ajornar després que Olga Kurylenko fos diagnosticada amb COVID-19 el març. Finalment, el rodatge va començar el setembre de 2020. Es va rodar a Myeong-dong i Namdaemun, a Corea del Sud.